# Euphorbia petterssonii
Euphorbia petterssonii är en törelväxtart som beskrevs av Eric R.Svensson Sventenius. Euphorbia petterssonii ingår i släktet törlar, och familjen törelväxter. Inga underarter finns listade i Catalogue of Life.